# Purpureufonia
Purpureufonia (Euphonia violacea) är en sydamerikansk fågel i familjen finkar inom ordningen tättingar.

## Utseende och läte
Purpureufonian är en rätt liten (10 cm) eufonia med relativt kraftig näbb. Hanen är glansigt blåsvart undan med gyllene panna och undersida. Hona och ungfågel är istället olivgrön ovan och gröngul under. Sången är en varierad blandning av musikaliska toner, tjatter, härmningar och gnisslingar.

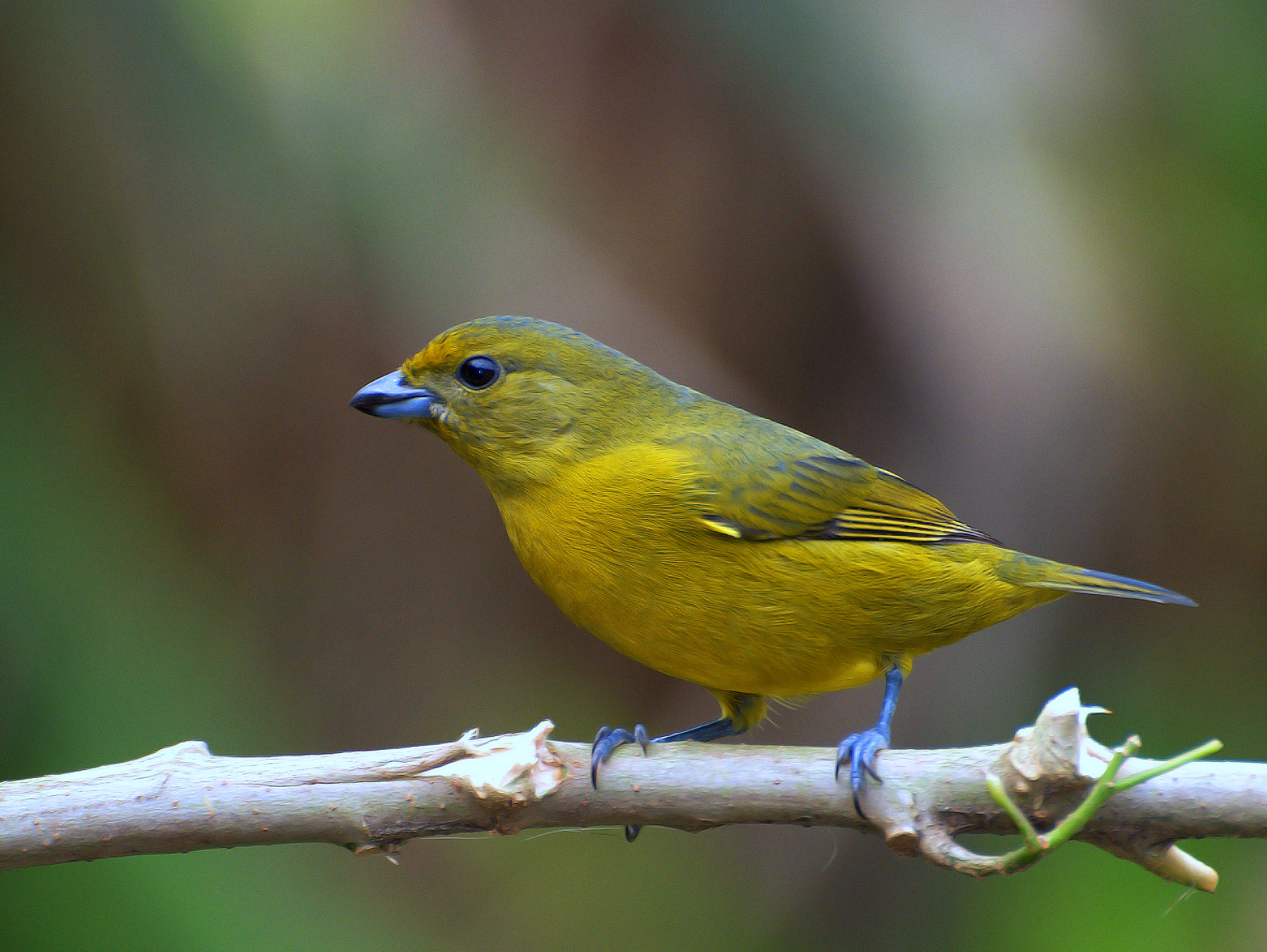
Hona.

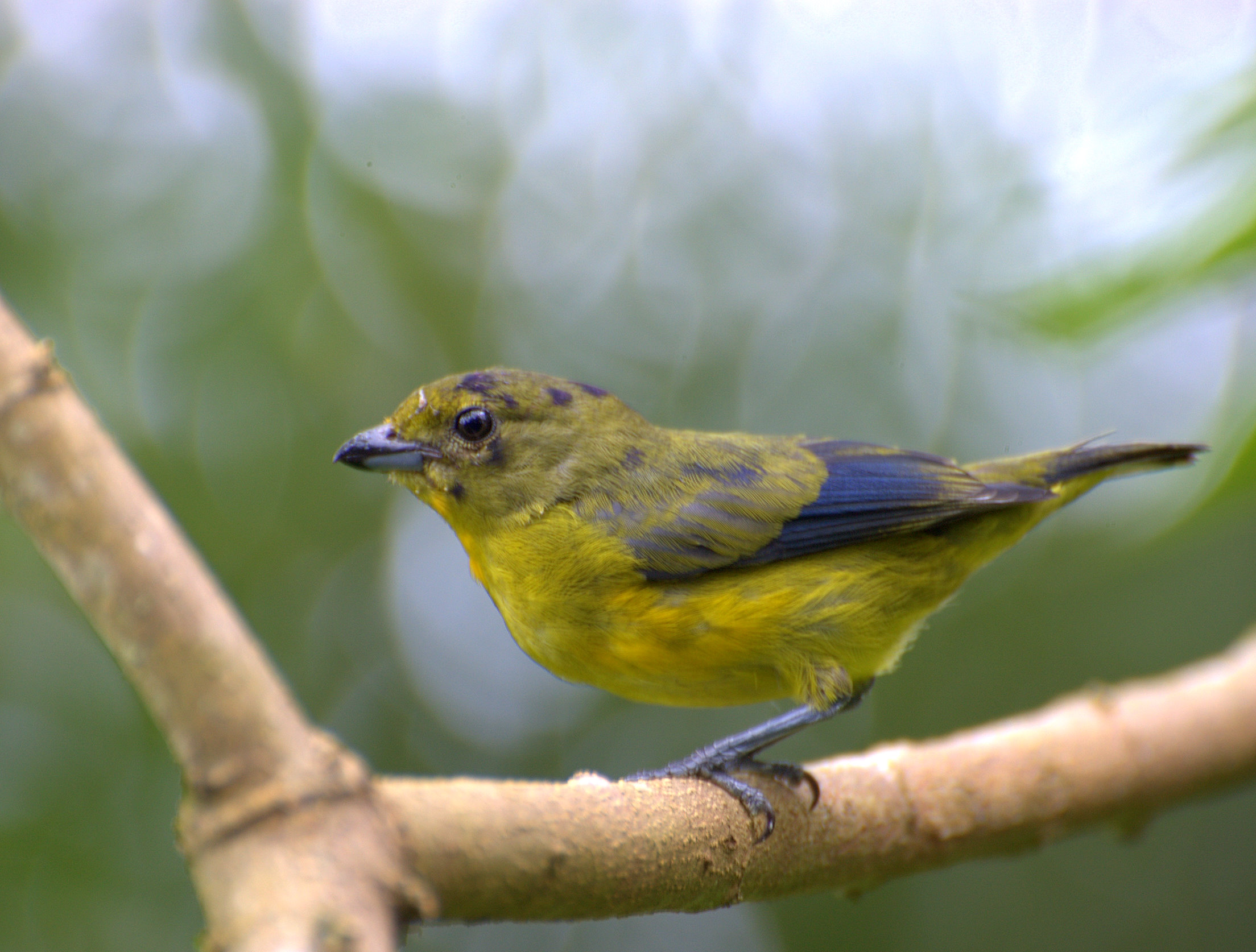
Ung hane.

## Utbredning och systematik
Purpureufoniadelas in i tre underarter med följande utbredning:
- Euphonia violacea violacea – förekommer i tropiska Guyanaregionen och norra Brasilien
- Euphonia violacea rodwayi – förekommer i tropiska östra Venezuela (från Sucre till norra Amazonområdet) samt på Trinidad
- Euphonia violacea aurantiicollis – förekommer i östra Paraguay sydöstra Brasilien och nordöstra Argentina (Misiones)

### Familjetillhörighet
Tidigare behandlades släktena Euphonia och Chlorophonia som tangaror, men DNA-studier visar att de tillhör familjen finkar, där de tillsammans är systergrupp till alla övriga finkar bortsett från släktet Fringilla.

## Levnadssätt
Purpureufonian förekommer i skog, ungskog, kakaoplantage och citrusodlingar. Dessa sociala fåglar lever av små frukter, ibland nektar, sällsynt även insekter. Häckning är konstaterad mellan januari och augusti, men mestadels maj-juli, i Trinidad, november till april i Surinam och oktober i Brasilien. Den bygger ett klotformat bo på en sandbank eller stubbe eller i ett trädhål. Honan ruvar tre till fyra rödfläckiga vita ägg.

## Status och hot
Arten har ett stort utbredningsområde och en stor population, men tros minska i antal på grund av avskogning, dock inte tillräckligt kraftigt för att den ska betraktas som hotad. Internationella naturvårdsunionen IUCN kategoriserar därför arten som livskraftig (LC). Världspopulationen har inte uppskattats men den beskrivs som ganska vanlig.